# Municipio de Elwood (Illinois)
El municipio de Elwood (en inglés: Elwood Township) es un municipio ubicado en el condado de Vermilion en el estado estadounidense de Illinois. En el año 2010 tenía una población de 1647 habitantes y una densidad poblacional de 25,55 personas por km².

## Geografía
El municipio de Elwood se encuentra ubicado en las coordenadas 39°54′42″N 87°37′59″O / 39.91167, -87.63306. Según la Oficina del Censo de los Estados Unidos, el municipio tiene una superficie total de 64.47 km², de la cual 64,27 km² corresponden a tierra firme y (0,32 %) 0,2 km² es agua.

## Demografía
Según el censo de 2010, había 1647 personas residiendo en el municipio de Elwood. La densidad de población era de 25,55 hab./km². De los 1647 habitantes, el municipio de Elwood estaba compuesto por el 98,54 % blancos, el 0,24 % eran afroamericanos, el 0,06 % eran amerindios, el 0,24 % eran asiáticos, el 0,12 % eran de otras razas y el 0,79 % eran de una mezcla de razas. Del total de la población el 0,91 % eran hispanos o latinos de cualquier raza.